# Incaspiza personata
El incaspiza dorsirrufo, fringilo–inca de dorso rufo o semillero inca de lomo rufo  (Incaspiza personata) es una especie de ave paseriforme de la familia Thraupidae (anteriormente situado en Emberizidae), perteneciente al género Incaspiza. Es endémico de Perú. 

## Distribución y hábitat
Se distribuye en el noroeste de Perú, principalmente en la cuenca del alto río Marañón (desde el sur de Cajamarca hasta Áncash y oeste de Huánuco) y localmente en la pendiente del Pacífico de la cordillera Blanca.
Esta especie es considerada poco común y local en su hábitat natural: los matorrales áridos montanos, principalmente entre 2700 y 4000 m de altitud.

## Sistemática

### Descripción original
La especie I. personata fue descrita por primera vez por el zoólogo británico Osbert Salvin en 1895 bajo el nombre científico Haemophila personata; su localidad tipo es: «cerca de Cajamarca, 10,000 pies [c. 3050 m], Perú».

### Etimología
El nombre genérico femenino Incaspiza es una combinación de Incas, la civilización nativa de Perú, y de la palabra del griego «σπιζα spiza» que es el nombre común del pinzón vulgar; y el nombre de la especie «personata» proviene del latín  «personatus» y significa «enmascarado».

### Taxonomía
Es monotípica. Los amplios estudios filogenéticos recientes demuestran que la presente especie es hermana de Incaspiza ortizi, y el par formado por ambas es hermano de I. pulchra.